# Shkumbini
Shkumbini (též Shkumbin) je řeka ve střední Albánii ústící do Jaderského moře. Je považována za pomyslnou čáru, jež rozděluje dva dialekty albánštiny: toskičtinu na jih od řeky a gegštinu na sever. Na řece leží města Librazhd, Elbasan, Peqin a Rrogozhinë. 
Její hluboké údolí je intenzivně využíváno pro dopravu z Albánie na území Severní Makedonie a k Ochridskému jezeru.
Pramení v nadmořské výšce 1070 m, tok je dlouhý 181 km a její povodí má plochu 2444 km².